# Dataría apostólica

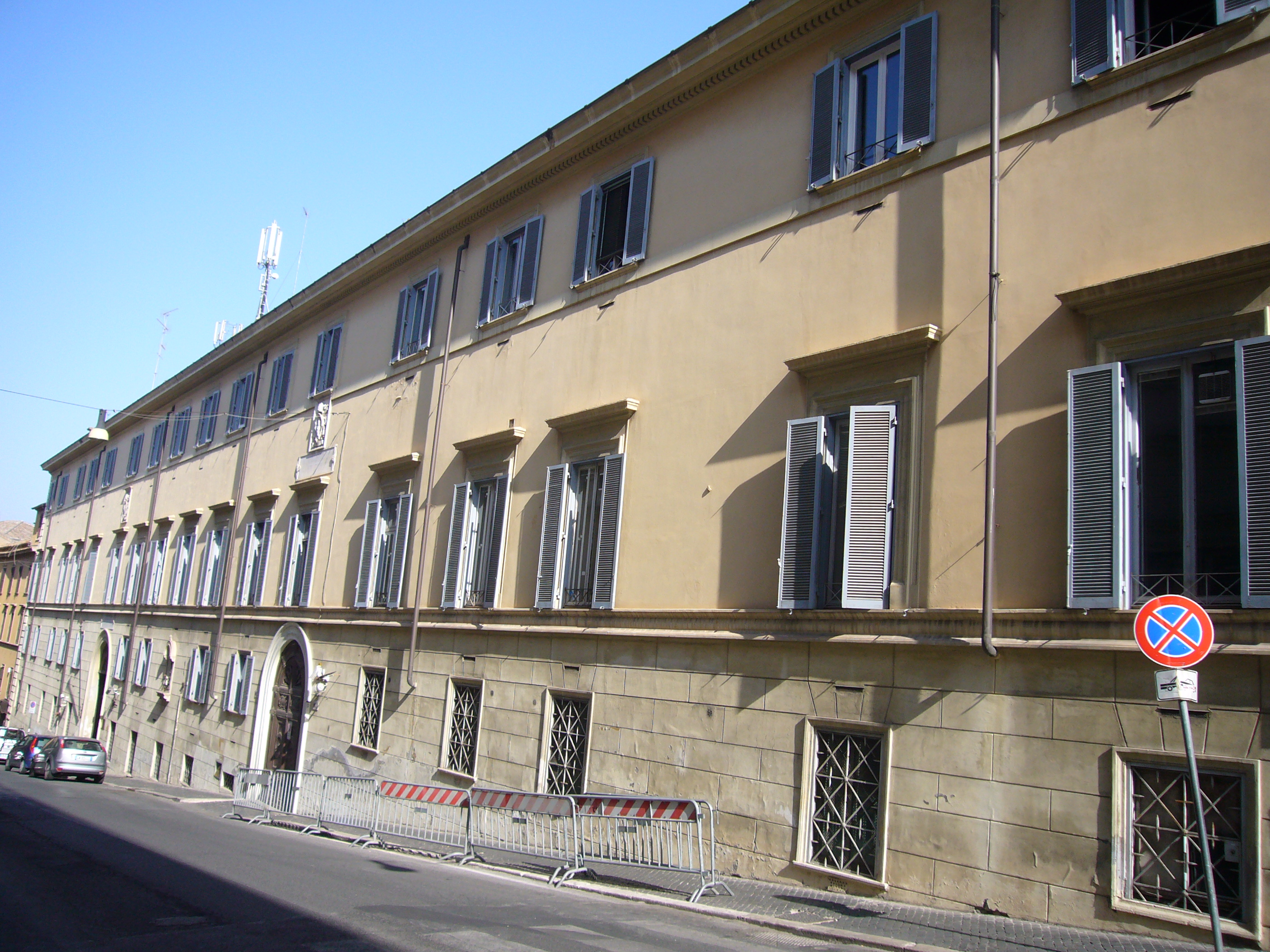
Roma, Palacio de la Dataría

La Dataría apostólica era una importante oficina de la curia romana creada en el siglo XIV con competencias en materia de beneficios eclesiásticos y de gracias; estaba presidida por un datario, que no era necesariamente un cardenal, aunque por costumbre, el cargo estaba casi siempre en manos de un purpurado. Antes de la reforma de la Dataría de 1908, por largos períodos de tiempo, el título de datario no estuvo en uso y la Dataría permaneció presidida por un pro-datario. 
El nombre deriva de la colocación de la fecha (en italiano: data) en los documentos (como sucede civilmente en la Oficina de Sellos).

## Historia
A partir del siglo XI se consolidó dentro de la Curia Romana una oficina de funcionarios dedicados al manejo de la correspondencia y a la redacción y conservación de los documentos oficiales: esta oficina se llamó Cancillería Apostólica. Con el aumento constante de la carga de trabajo, las tareas de la Cancillería se dividieron luego entre nuevas oficinas, las más importantes de las cuales eran la Dataría Apostólica y la Secretaría de Estado. La Dataría tenía su sede en un palacio (llamado precisamente Palacio de la Dataría) ubicado en la subida que conduce desde el área de la Fontana di Trevi hasta el Palacio del Quirinal en Roma: tal ladera se llama Via della Dataria hoy en día.
Las funciones de la Dataría apostólica eran sustancialmente las de una moderna Hacienda Pública: era aquella, en efecto, la caja en donde fluían todos los ingresos de las autorizaciones y concesiones emitidas por los Estados Pontificios (como por ejemplo los derivados de la venta de oficinas públicas o los impuestos sobre lotes). Tales autorizaciones eran llamadas, desde el documento que las acreditó, "breves", de ahí nuestra "patente" (en italiano: brevetto). La Dataría financiaba directamente, por otro lado, además una parte de la asistencia pública.
Los oficiales de la Dataría que dependían del Prodatario eran: 
- el subdatario
- el prefecto de la Oficina per obitum
- el prefecto del Concessum
- el administrador general de las Componendas
- el administrador general adjunto de las  Componendas
- el cajero de las Componendas
- el prefecto de las Fechas
- el auditor de las Matrimoniales
- el primero y el segundo auditor de las Súplicas Beneficiales
- el oficial del Missis
- el sustituto de Mons. Subdatario
- el sustituto del per obitum
- el oficial de los Breves
- el auditor de Cuentas de Envíos
- el redactor de las Bulas de via segreta
- el guardián de las Súplicas
- el guardián del Registro de las Bulas
- el oficial para el análisis de trasuntos de las Bulas y de los Breves
- el notario de los Procesos para las Promociones de las Catedrales
- el computista
- el notario

Completaban el organigrama los teólogos examinadores de las competencias en las parroquias, los oficiales de las expediciones para la calle llamada de Curia, los remitentes apostólicos.
Después de un razonable intervalo desde la caída del poder temporal de los papas, las funciones ahora en gran parte superfluas de la Dataría fueron considerablemente reducidas por Pío X el 29 de junio de 1908 con la constitución apostólica Sapienti consilio.
La Dataría apostólica fue suprimida el 15 de agosto de 1967 por Pablo VI con la constitución apostólica Regimini Ecclesiae universae. Sus tareas han sido asumidas en parte por la Secretaría de Estado, y en parte son realizadas directamente por cada Congregación a través de sus propios funcionarios.
Desde abril de 2014, junto a otros once inmuebles, el Palacio de la Dataría ha obtenido la extraterritorialidad según lo previsto en los Pactos lateranenses con la consiguiente limitación de la soberanía italiana.